# Motycz (stacja kolejowa)
Motycz – stacja kolejowa w Kozubszczyźnie, w gminie Konopnica, w powiecie lubelskim, w województwie lubelskim, w Polsce.

## Historia
Budowę linii kolejowej na trasie Warszawa–Lublin i dalej z Lublina przez Chełm do Kowla rozpoczęto w 1872 r., a zakończono w 1877 r. Na stacji Motycz wyładowywano przywożone bydło, urządzono tu punkt badań weterynaryjnych oraz rzeźnię, co było zapewne związane z powstałą w Motyczu bekoniarnią. Przy stacji kolejowej znajdował się również telegraf. Zachowany zespół stacji kolejowej nieopodal Motycza wpisany jest do państwowego rejestru zabytków. Na całość zespołu składają się: dworzec wymurowany około 1890 r., magazyn i dwa drewniane domy pracownicze z tego samego okresu.

## Ruch pasażerski[1]
| Rok  | Wymiana pasażerska na dobę |
| ---- | -------------------------- |
| 2017 | 20-49                      |
| 2018 | 0-9                        |
| 2019 | 0-9                        |
| 2020 | 0-9                        |
| 2021 | 20-49                      |
| 2022 | 20-49                      |
| 2023 | 20-49                      |

## Modernizacja
W ramach projektu "Mobilny LOF - węzeł przesiadkowy stacja PKP Motycz w Kozubszczyźnie" we wrześniu 2019 r. rozpoczął się kompleksowy remont budynku PKP. Projekt zakładał powstanie poczekalni i pomieszczeń socjalne oraz utworzenie ronda nawrotowego dla komunikacji podmiejskiej, oświetlenia, monitoringu, siłowni na powietrzu, placu zabaw, parkingu dla rowerów i samochodów.

## Wypadki kolejowe
W nocy z 8 na 9 kwietnia 2020 r. na stacji doszło do wykolejenia pociągu towarowego. Wykoleiła się lokomotywa i 20 wagonów z tłuczniem. W zdarzeniu nikt nie ucierpiał.

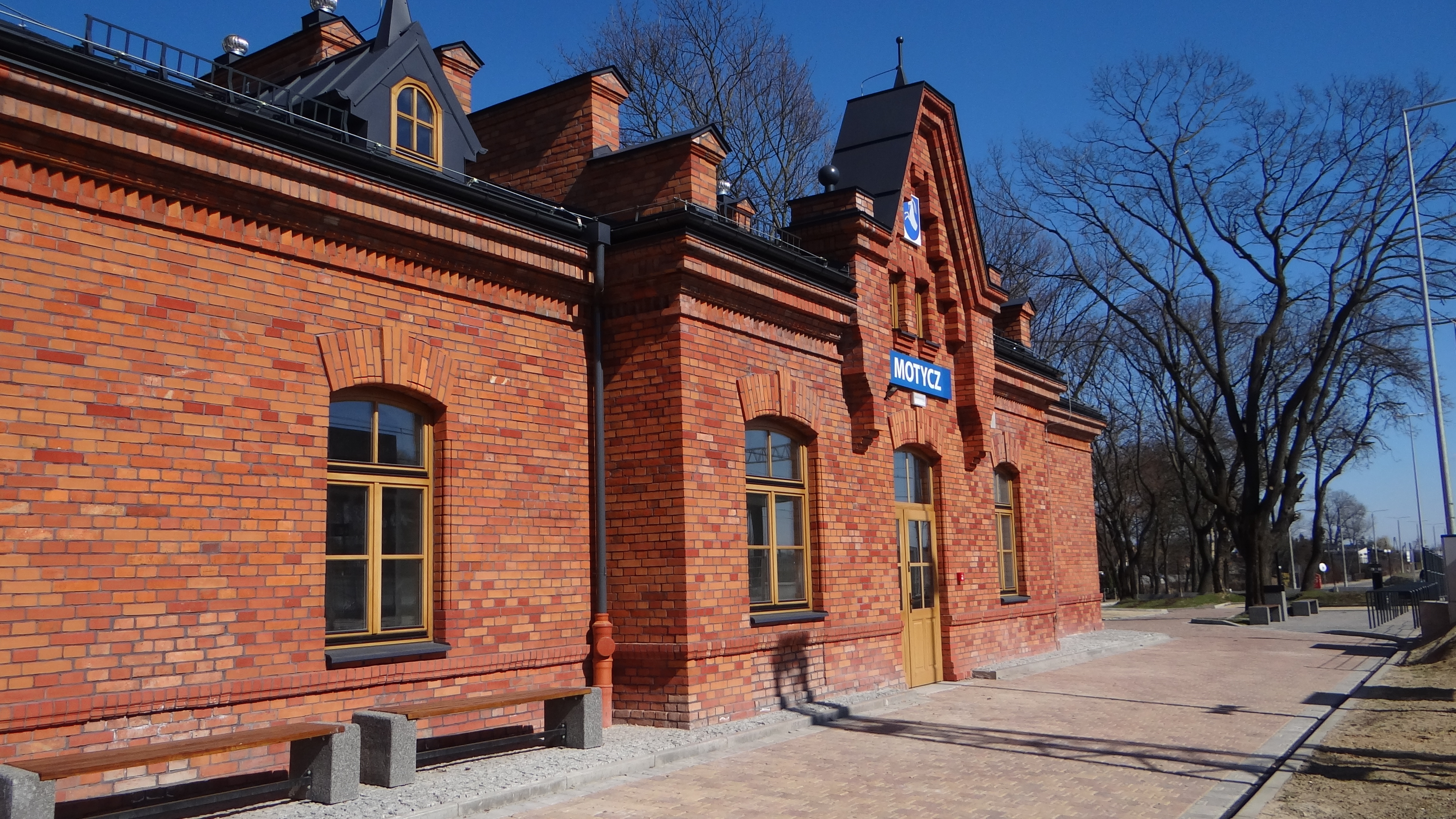
Dworzec od strony peronu.